# ساشا یووانوویچ
ساشا یووانوویچ (سیریلیک صربی: Саша Јовановић؛ زادهٔ ۱۵ دسامبر ۱۹۹۱) بازیکن فوتبال اهل صربستان است.
وی همچنین در تیم ملی فوتبال صربستان بازی کرده‌است.